# أسامة أحمد المصطفى
د.أسامة أحمد المصطفى من مواليد (مدينة واو،1963) هو أديب وكاتب وروائي وباحث ومخرج وسينارست سوداني فاز بعدة جوائز في مهرجانات عربية مختلفة، ساهم وشارك في تأسيس عدد من القنوات العربية الفضائية مثل قناة العربية وإم بي سي وقناة أبو ظبي المجددة وقناة عجمان الفضائية وقناة الشروق الفضائية 
وقام بإنتاج عدد من الأعمال والبرامج التلفزيونية مثل برنامج صناعة الموت.

## نشأته ودراسته
ولد في مدينة واو بجنوب السودان ونشأ بها والده «أحمد المصطفى محمد علي النوراني» والدته اسمها «آمنة كرم الله الشيخ محمد أحمد كركساوي» درس بها ومن ثم حصل على البكالوريوس من جامعة الإسكندرية والماجستير في الدراسات السينمائية من الجامعة الدولية للسينما بالولايات المتحدة الأمريكية والدكتوراه من يونيفرسال البريطانية.

## أعماله
له عدد من الكتب والروايات والمؤلفات والسناريوهات وعمل سابقا مدير لتحرير مجلة الاجتماعيين بالشارقة وتنشر له عدة مقالات بجريدة الخليج الإماراتية وجريدة الشرق الأوسط ويومويوري شامبليون اليابانية ومجلة دبي الثقافية وموقع قناة العربية الإخبارية.
| المسلسلات |
| شحمان ونحفان (مسلسل) · مر شويلح حلو (مسلسل) · إنت وين وأنا وين (فيلم) · عنتر خطف عبلة (مسلسل) · عش يومك (مسلسل) · شفرة القلب (مسلسل) · كلمة وفاء (أوبريت) للشيخ زايد |
| روايات وكتب |
| العرس الدامي (رواية) · موعد الهجرة إلى الجنوب (رواية) · وداعا لالين (رواية) · المنعطف – جدلية الإنتماء ونوافذ السلام في السودان (كتاب) |
| برامج |
| برنامج برلمانيات · برنامج مهمة خاصة · برنامج مشاهد وآراء · برنامج مبدعون · برنامج حياتنا · برنامج الساعة الخامسة والعشرون · برنامج يا شاطر · برنامج سينمانيا · برنامج من يوم ليوم · برنامج المسابقات باب الحظ · برنامج المسابقات حروف · برنامج شحمان ونحفان · برنامج أهلا · مدهش (شخصية) في مهرجان دبي |